# Geminiano Saback
Geminiano Saback (interior da Bahia, segunda metade do século XIX — Jequié, Bahia, fins da década de 1930) foi um político brasileiro da República Velha.

## Origens
Seu pai, David Saback ou Sabac, foi um imigrante judeu radicado na Bahia em meados do século XIX. Especula-se que era oriundo do Leste Europeu. Porém, há pesquisadores que já afirmam serem os Saback judeus de origem sefardita oriental, e vieram da própria Jerusalém, quando esta se encontrava sob domínio otomano. Ao chegar ao Brasil, a família Saback se estabeleceu primeiro na cidade de Feira de Santana, antes de migrar para outras localidades.
Com a família, Geminiano fixou residência em Jequié ainda jovem, onde se tornou comerciante e depois seguiu a carreira política. Casou nos anos 1900 com a maracaense Anésia Macedo, com quem teve oito filhos. Depois de casado, continuou a residir em Jequié, em casarão situado na esquina da Praça Luís Viana com a Rua da Itália. Nessa época, a descida da Rua da Itália era um beco, somente alargado nos anos 50.

## Política

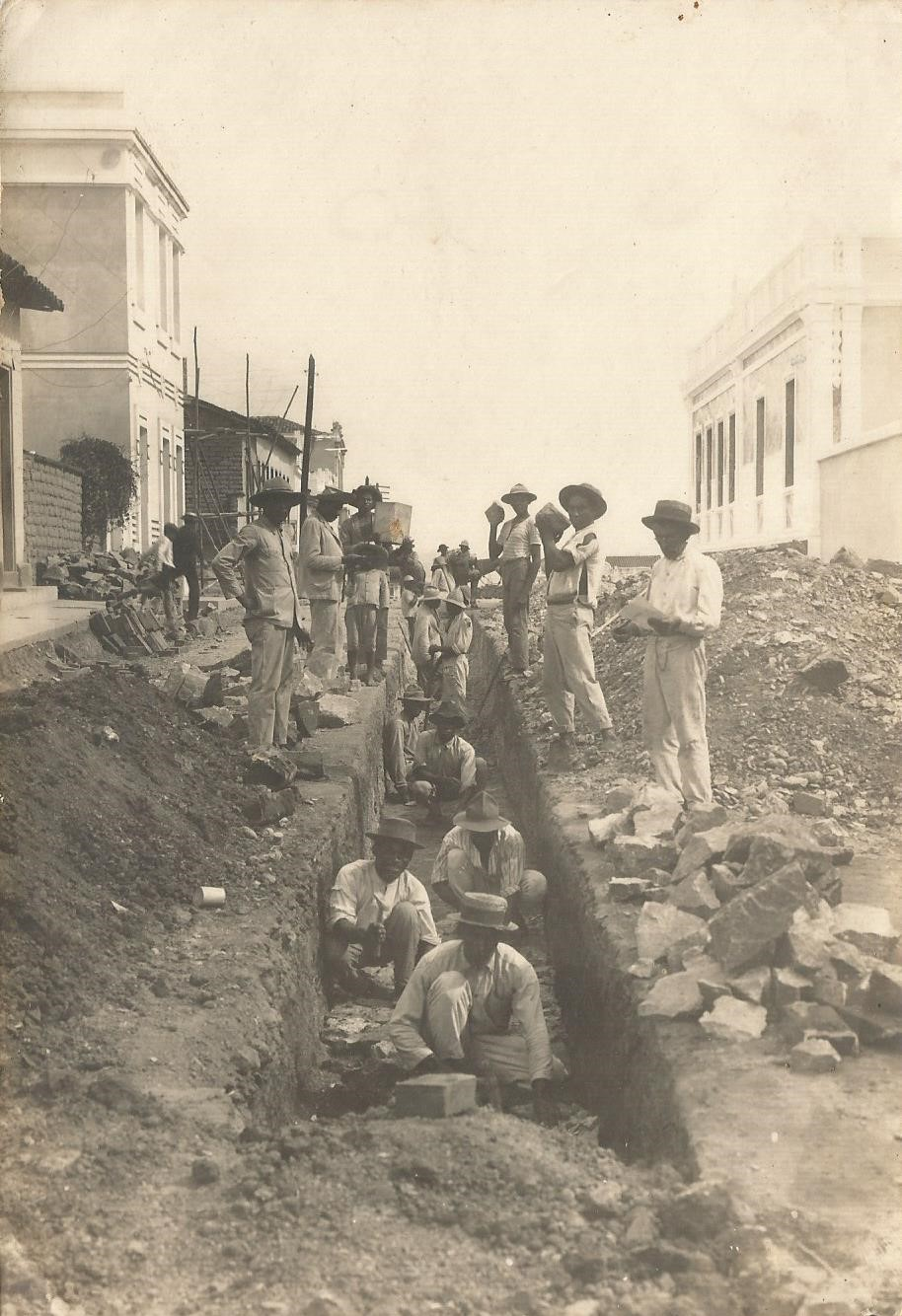
Trabalhadores colocando dutos de canalização, durante o governo de Geminiano Saback, em Jequié, na Rua Silva Jardim, ano de 1929.

Saback foi eleito intendente (prefeito) para o período 1928-1932. Mas, passados dois anos após a sua posse, foi deposto pelo novo regime, instaurado com a Revolução de 1930. A cidade de Jequié tinha aproximadamente 40.000 habitantes, e uma economia alicerçada no comércio e no cultivo do cacau. Em seu breve governo, é notável a realização de importantes obras:
- Construção da primeira ponte (de madeira) sobre o Rio Jequiezinho
- Primeira iniciativa em Jequié e região, de uma operação de combate ao bandidismo
- Remodelação da Avenida Rio Branco
- Instalação dos primeiros dutos de canalização de água na cidade
- Início da construção, na Praça Ruy Barbosa, de uma nova prefeitura com fonte luminosa

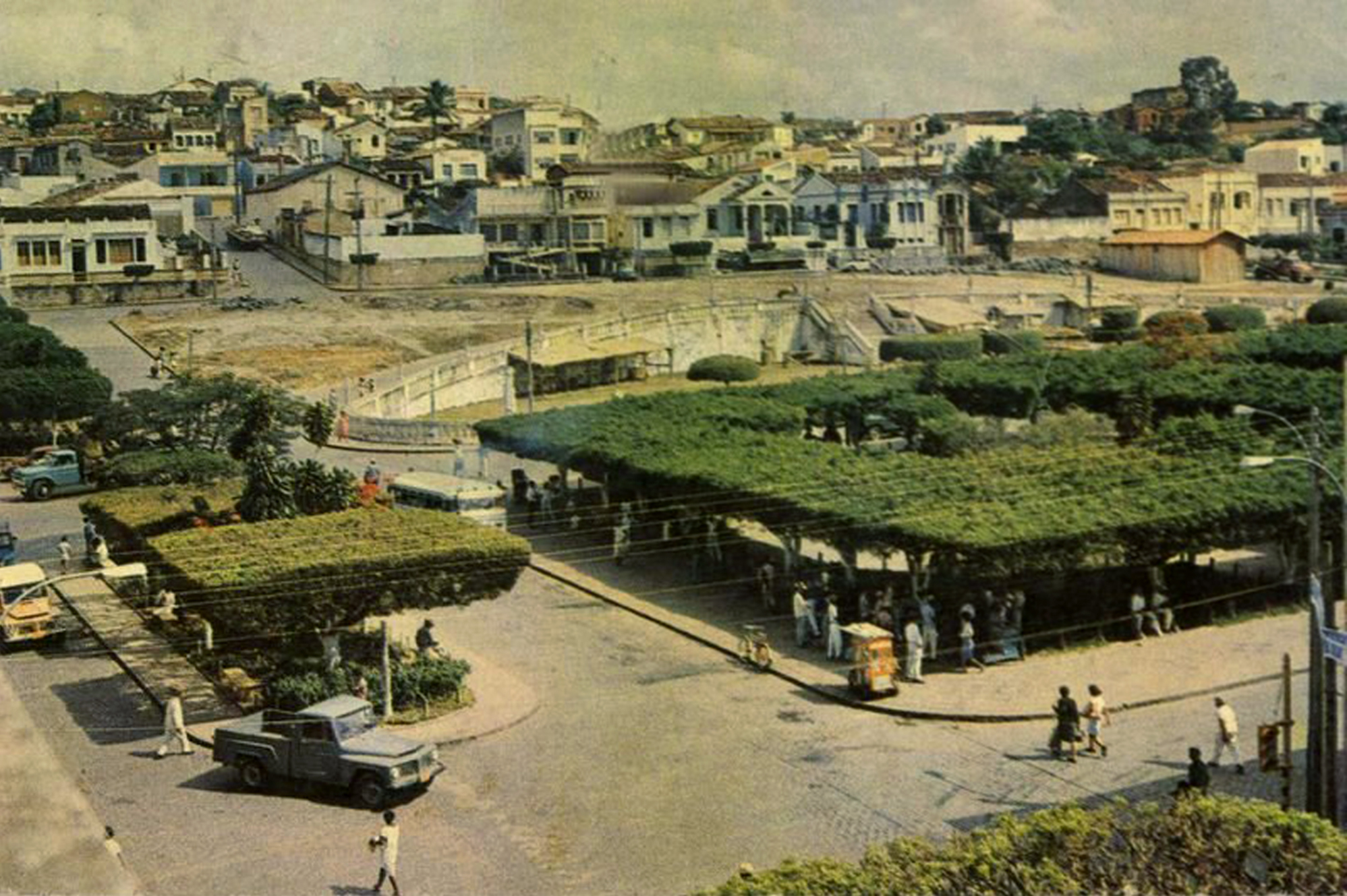
A balaustrada de Geminiano nos anos 60. Acima dela, o espaço que seria destinado para a prefeitura.

A inauguração desta última, prevista para 1932, não chegou a se concretizar devido a ascensão, no poder, dos revolucionários de 30. O prédio iria exibir uma fachada eclética com leve influência art déco. O objetivo era mostrar uma arquitetura inovadora e moderna para a época, que seria o "espelho" do governo Saback. Apenas uma longa balaustrada, hoje demolida, teve a construção finalizada. A balaustrada formava uma lua crescente (ou a letra C) e era dotada de escadaria central. Não tardou para ser "batizada" pelos inimigos políticos de Colarinho de Saback. Com o tempo, o apelido dado a construção se tornou popular e passou a ser usado inocentemente pelos transeuntes, sem intenção alguma de difamar a imagem de Geminiano.
Na década de 1970, durante a gestão do prefeito Waldomiro Borges, foi inaugurado um belvedere no lugar da antiga balaustrada, recebendo o nome de Belvedere Geminiano Saback.

## Características pessoais
Saback ficou conhecido, fisicamente, por ser calvo e possuir olhos azuis acinzentados. Tratando-se de temperamento, era um homem extremamente corajoso e também um tanto colérico. Foi o primeiro prefeito jequieense a promover uma ação de desarmamento no município, contrariando assim, os coronéis que garantiam a posse de terras, ilegalmente, com "exércitos" de jagunços. Também enfrentou e perseguiu os grupos saqueadores, que constantemente perturbavam a paz da cidade. Quando o movimento de 30 se encontrava praticamente vencedor, Geminiano ainda teve a audácia de impedir que o trem, levando tropas revolucionárias, chegasse em Jequié. O maquinista então, se viu obrigado a voltar para Jaguaquara em marcha à ré. Na época, a fama desse episópio correu por toda a Bahia. Assim como os políticos baianos de seu tempo, que eram "governo", Geminiano Saback fez dura oposição a Getúlio Vargas,  e por isso foi destituído do cargo de prefeito.